# رفتار یخ‌زدگی

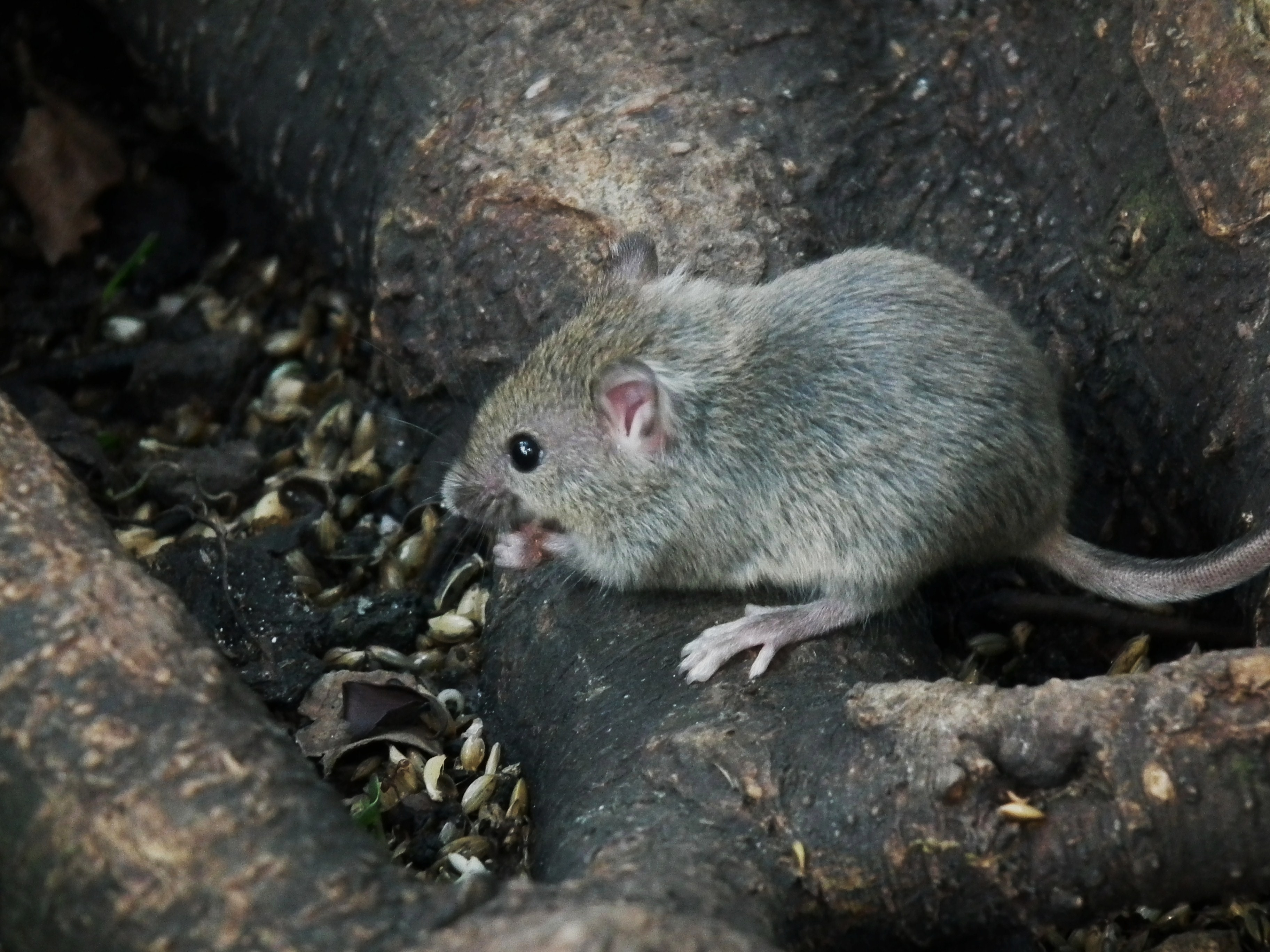
موشی که به نظر ثابت و بی حرکت است.

رفتار یخ‌زدگی یا رفتار یخ‌زدن (Freezing behavior) یا پاسخ یخ‌زدگی (Freeze response) یا سنگ‌شدگی (Petrified)، واکنشی به محرک‌های خاص است که بیشتر در جانوران طعمه مشاهده می‌شود. هنگامی که یک جانور طعمه توسط شکارچی گرفتار شده و کاملاً بر آن غلبه می‌کند، ممکن است با «منجمد شدن/سنگ‌شدن» یا به عبارت دیگر با سفت‌شدن غیرقابل کنترل پاسخ دهد. مطالعات معمولاً پاسخ رفتار انجماد شرطی به محرک‌هایی را ارزیابی می‌کنند که معمولاً یا ذاتاً باعث ترس نمی‌شوند، مانند رنگ یا شوک. رفتار یخ‌زدن به آسانی با تغییر در فشار خون و مدت زمان در حالت خمیده مشخص می‌شود، اما همچنین شناخته شده‌است که باعث تغییراتی مانند تنگی نفس، افزایش ضربان قلب، عرق کردن یا احساس خفگی می‌شود. با این حال، از آنجایی که اندازه‌گیری این پاسخ‌های همدردی به محرک‌های ترس دشوار است، مطالعات معمولاً محدود به زمان‌های خَف کردن ساده هستند. پاسخ به محرک‌ها معمولاً به عنوان " جنگ یا گریز " گفته می‌شود، اما به‌طور کامل‌تر به عنوان "جنگ، فرار یا یخ‌زدن" توصیف می‌شود. علاوه بر این، دیده شده‌است که یخ‌زدگی پیش یا پس از واکنش مبارزه یا پاسخ پروازی رخ می‌دهد.
چندین بررسی نشان می‌دهد که رفتار یخ‌زدن تحت تأثیر موارد و هورمون‌های زیر است.
- سروتونین[۲]
- داروهای ضد روان‌پریشی[۳]
- متامفتامین[۴]
- مهارکننده‌های مونوآمین اکسیداز[۵]